# Stefan Glarner
Stefan Glarner (Meiringen, 21 november 1987) is een Zwitsers voetballer (middenvelder) die sinds 2012 voor de Zwitserse eersteklasser FC Zürich uitkomt. 